# 文迪施巴根多夫
文迪施巴根多夫（德語：Wendisch Baggendorf）是德国梅克伦堡-前波美拉尼亚州的一个市镇。总面积21.32平方公里，总人口554人，其中男性280人，女性274人（2011年12月31日），人口密度26人/平方公里。